# Конєв Сергій Іванович

Сергій Конєв

Конєв Сергій Іванович (народився 18 березня 1961 року в Дніпродзержинську) - український громадсько-політичний діяч. Народний депутат СРСР.

## Біографія
Закінчив Дніпропетровський медичний інститут. Пройшов шлях від клінічного ординатора кафедри інфекційних захворювань Дніпропетровського медінституту до директора лікувально-діагностичного центру «Мединформ». З 1989-го по 1991 рік — народний депутат СРСР. У 1989 році на I з'їзді Народного Руху України був вибраний першим заступником голови НРУ. З 1990 року — голова Всеукраїнської асоціації демократичних рад і демократичних блоків у Радах України. З 1992 року — депутат Дніпродзержинської міської ради. З березня 1998 року — провідний спеціаліст Державного спеціального конструкторського бюро автоматизації проектування. Був президентом Асоціації демократичного розвитку й самоврядування України. Член Народного Руху України, керівник апарату Центрального проводу НРУ. Голова Дніпропетровської обласної організації НРУ. Позаштатний радник глави Дніпропетровської облдержадміністрації Миколи Швеця. Одружений, виховує сина.